# Weinbau in Mexiko

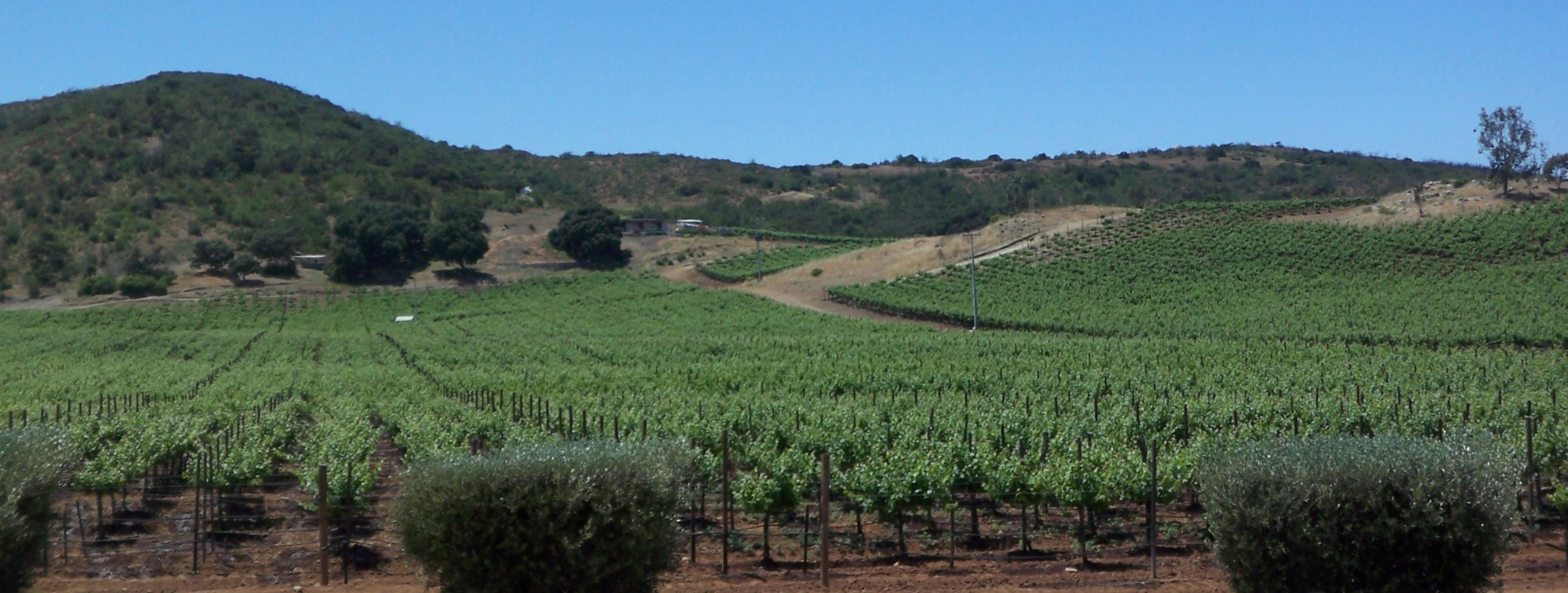
Weinbau in Baja California.

Den Weinbau in Mexiko gibt es seit der Ankunft der Spanier im 16. Jahrhundert. Er beschränkt sich hauptsächlich auf die Region Baja California.

## Geschichte
Der Weinbau in Mexiko und in ganz Amerika begann mit der Ankunft der Spanier im 16. Jahrhundert, die aus Europa Weinreben in das Gebiet des heutigen Mexiko brachten. 1699 verbot Karl II. von Spanien den Weinanbau – mit Ausnahme von Wein für kirchliche Zwecke. Bis zur Unabhängigkeit Mexikos wurde im Land nur wenig Wein hergestellt. Nach der Unabhängigkeit war die Weinerzeugung für persönliche Zwecke nicht mehr verboten, und die Produktion stieg, vor allem gegen Ende des 19. und zu Beginn des 20. Jahrhunderts. Allerdings ging durch die mexikanische Revolution die Weinproduktion zurück, vor allem im Norden des Landes.
Die Weinproduktion in Mexiko steigt hinsichtlich Quantität und Qualität seit den 1980er Jahren, obwohl ausländische Weine und 40 % Steuern auf das Produkt den Wettbewerb in Mexiko schwierig machen. Die Mexikaner bevorzugen außerdem eher Bier, Tequila und Mezcal. Das Interesse an mexikanischem Wein, insbesondere in den großen Städten und Tourismusregionen, ist in den letzten Jahren jedoch stetig gewachsen. Viele mexikanische Winzer haben inzwischen internationale Auszeichnungen für ihre Produkte gewonnen.

## Weinbaugebiete

Weinbaugebiete in Mexiko

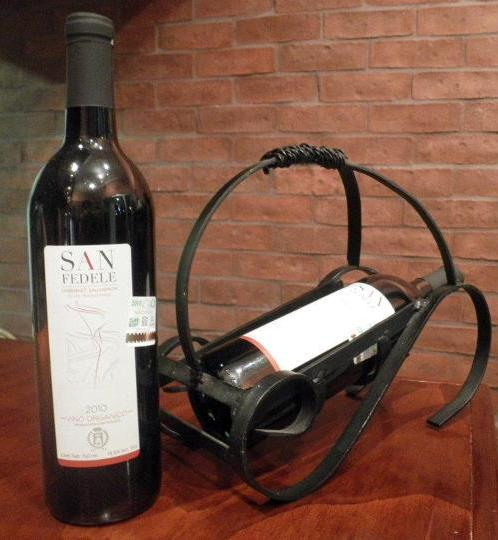
Wein in Mexiko

Aufgrund seiner großen Nord-Süd-Ausdehnung verfügt Mexiko über unterschiedliche Klimazonen. Der Weinbau konzentriert sich daher auf Weinbauregionen, die zwischen dem 28. und dem 38. Breitengrad liegen.
Es gibt drei große Weinbaugebiete in Mexiko; 80 % des mexikanischen Weins werden in Baja California hergestellt. Dort wird auch der Weintourismus gefördert mit der jährlichen Fiesta de la Vendimia (Fest der Weinlese) und mit der Ruta del Vino (Weinstraße), die über 50 Weingüter mit der Hafenstadt Ensenada und den Grenzstädten Tijuana und Tecate verbindet. Das zweite Weinbaugebiet liegt inmitten Mexikos in der Region Coahuila. Auf einer Höhe von 1500 m liegt das Weintal „Parras“. Es ist das älteste auf dem Kontinent und zählt zum Zentrum des mexikanischen Weinbaus. Aguascalientes ist der dritte Landesteil Mexikos, wo Weinreben angepflanzt werden.
Außerdem wird in den Regionen Sonora, Durango, Zacatecas und Querétaro Wein angebaut.

## Rebsorten
Zu den meist angebauten roten Rebsorten gehören Cabernet Sauvignon, Merlot, Cabernet Franc, Barbera und Zinfandel, zu den weißen Sorten vor allem Chenin Blanc, Sauvignon Blanc und Chardonnay.